# Ловець (Тирговиштська область)
Лове́ць (болг. Ловец) — село в Тирговиштській області Болгарії. Входить до складу общини Тирговиште.

## Населення
За даними перепису населення 2011 року у селі проживали 417 осіб.
Національний склад населення села:
| Національність   | Кількість осіб | Відсоток |
| ---------------- | -------------- | -------- |
| турки            | 212            | 52,0%    |
| болгари          | 98             | 24,0%    |
| цигани           | 97             | 23,8%    |
| Всього відповіли | 408            |          |

Розподіл населення за віком у 2011 році:
Динаміка населення: